# Jean Louis Buttner
Pour les articles homonymes, voir Buttner.
Jean Louis Buttner est un orfèvre actif à Strasbourg dans la seconde moitié du XVIIIe siècle et au début du XIXe siècle.

## Biographie
Issu d'une dynastie strasbourgeoise d’orfèvres luthériens, originaire de Königsberg (Prusse-Orientale), fils de Jean Frédéric I (1719-1778), il naît le 21 mai 1769 à Strasbourg. En 1781 il entre en apprentissage dans l'atelier de ses frères aînés, Jean Frédéric II (1749-1786) et Jean Jacques (1756-1842), tous deux orfèvres-bijoutiers.

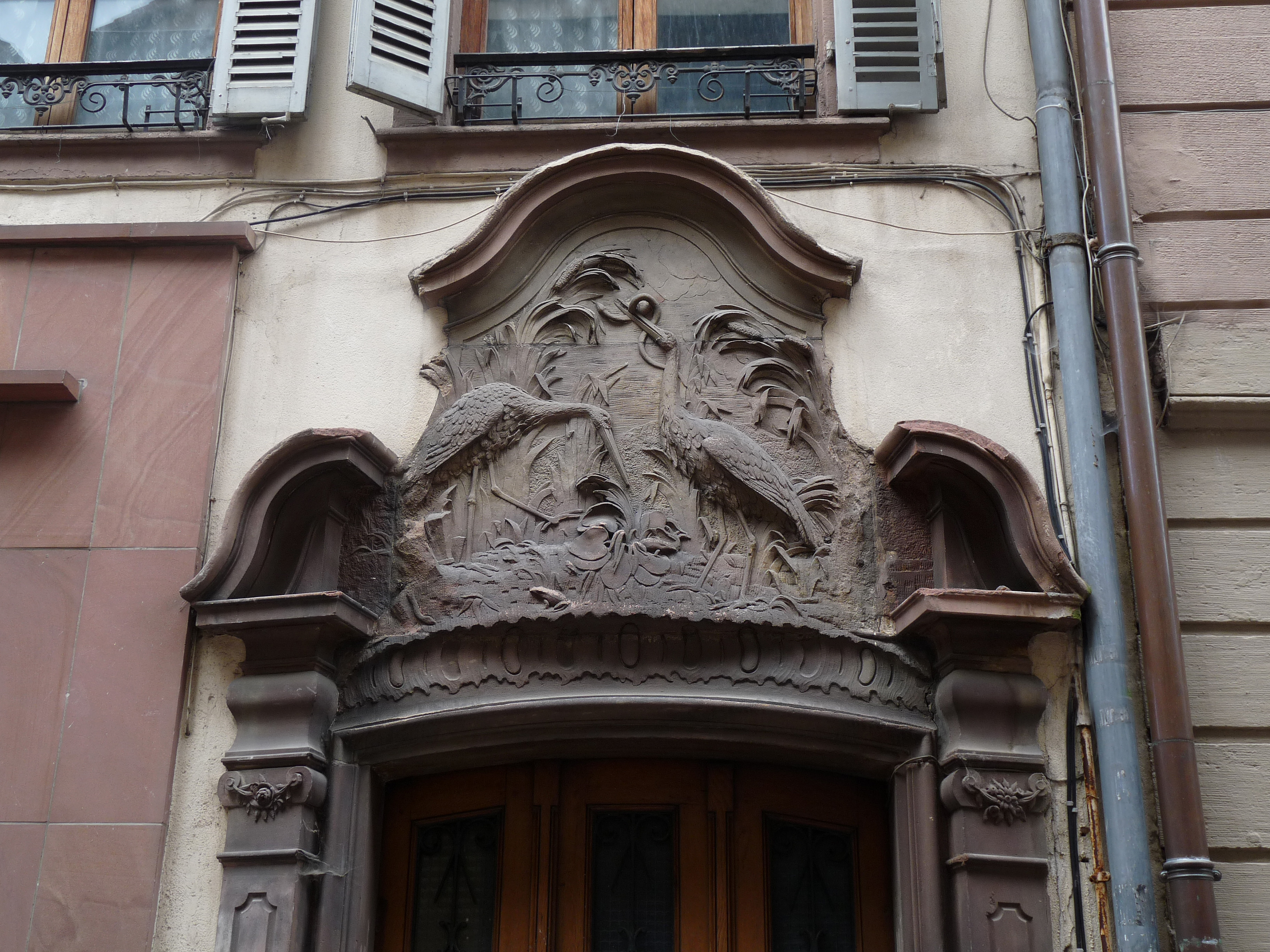
Haut-relief en grès surmontant la porte d'entrée de la maison aux Cigognes.

Il est reçu maître en 1786 et adopte le poinçon « JLB », composé des trois lettres entrelacées.
En 1793 il est enrôlé dans l’armée, puis réquisitionné en 1794 pour réparer les armes à la manufacture de Strasbourg. En 1797 il est dégagé de cette obligation. Il séjourne à Paris en l'an VI, voyage en Flandre et revient à Strasbourg en 1798. L'année suivante il se marie et en 1803 il quitte la rue des Hallebardes pour s’installer au 14, rue des Orfèvres dans la maison « Aux deux Cigognes », où un autre maître-orfèvre luthérien Jacques Henri Alberti avait déjà installé son atelier et dans laquelle il était mort en 1795.
Là, Jean Louis Buttner se consacre surtout à la joaillerie-bijouterie, mais réalise également des pièces d’orfèvrerie.
Il meurt à Strasbourg en 1840.
Son fils Charles Auguste (1809-1866), qui s'est formé auprès de son père et a travaillé avec lui, rachète la maison aux Cigognes.

## Œuvre
Le musée des Arts décoratifs de Strasbourg détient une collection de vaisselle et conserve également son livre-journal de 1803 à 1806.

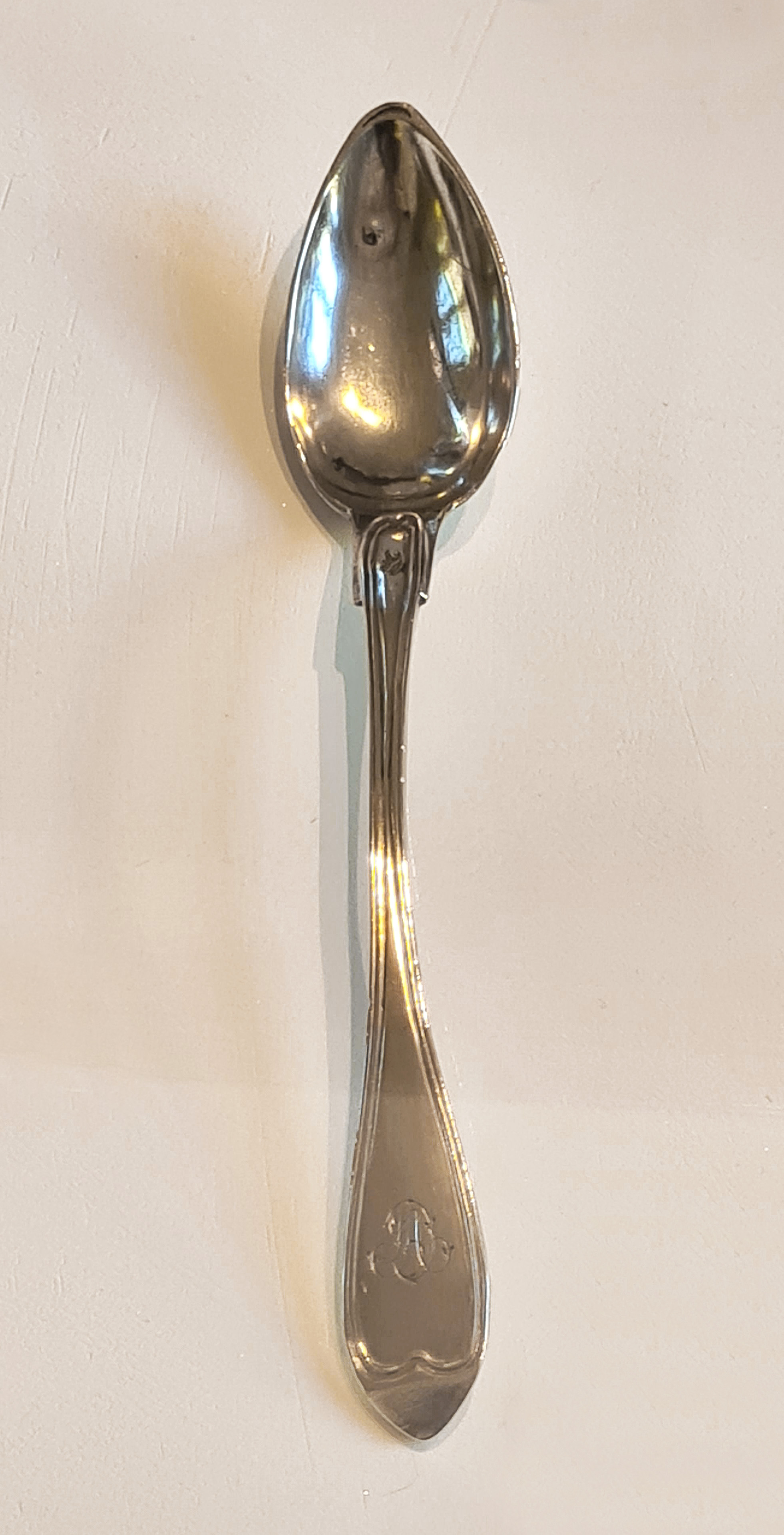
Cuiller à thé ou à café[5].
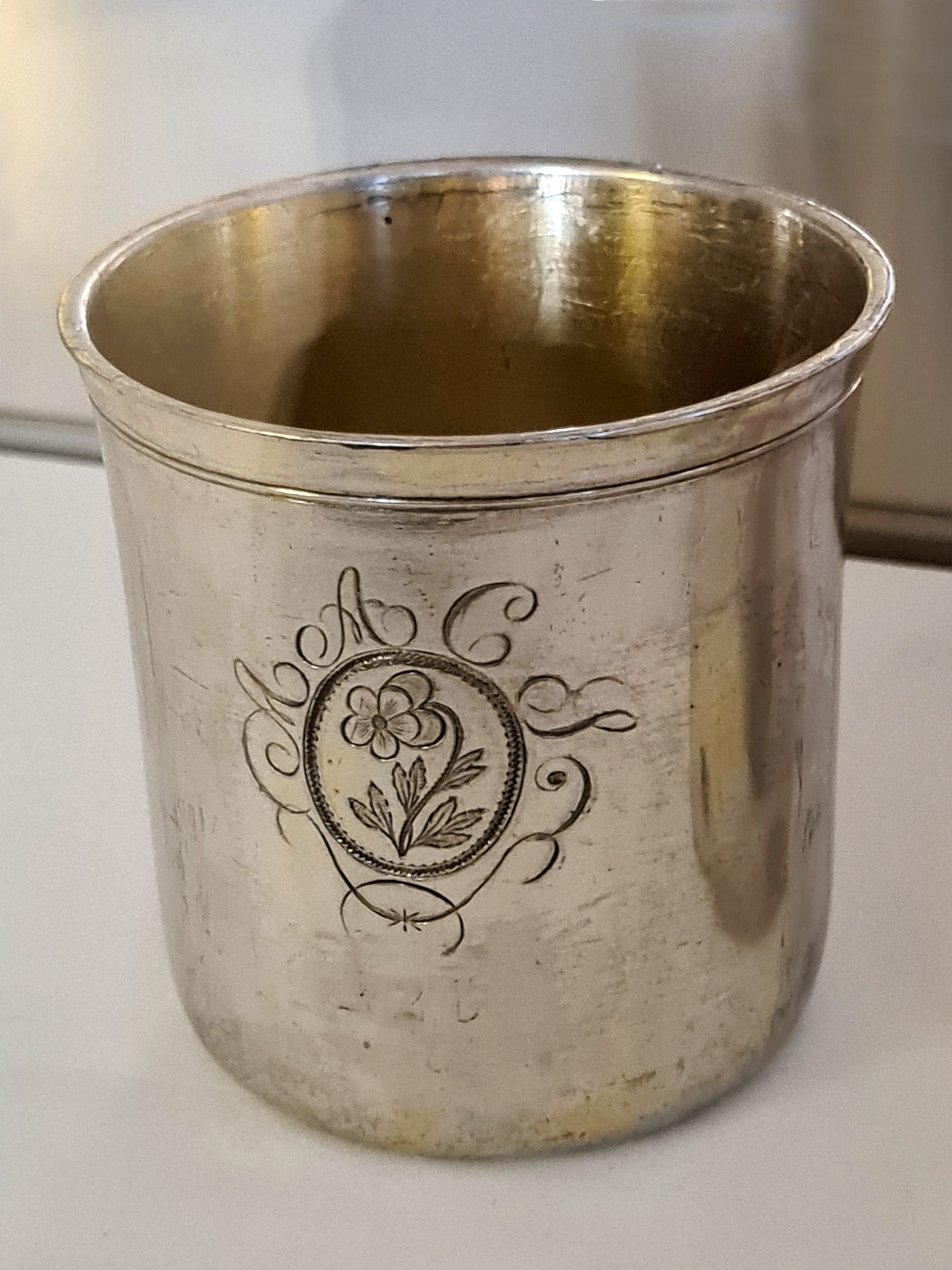
Gobelet[6].
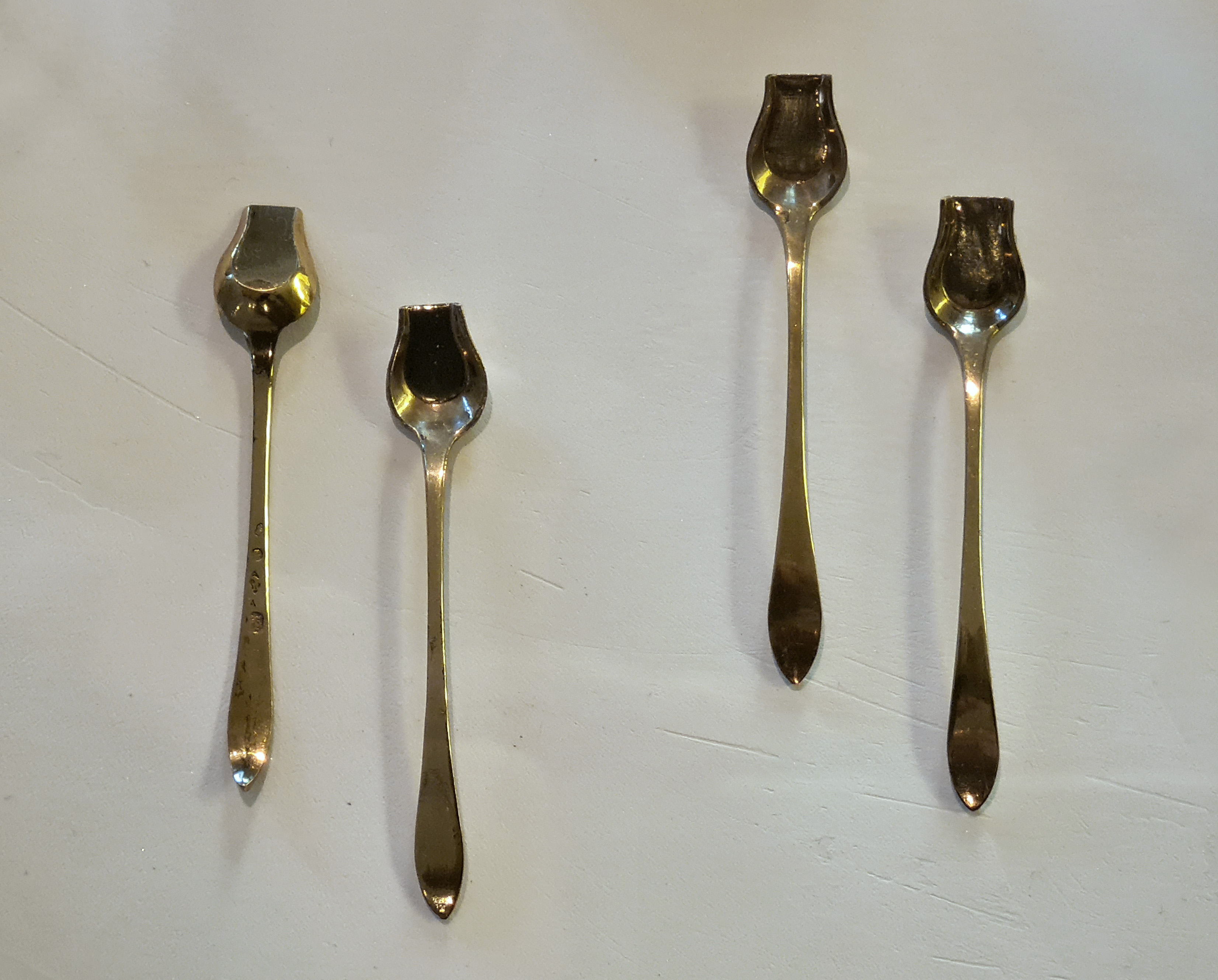
Ensemble de quatre pelles à sel[7].
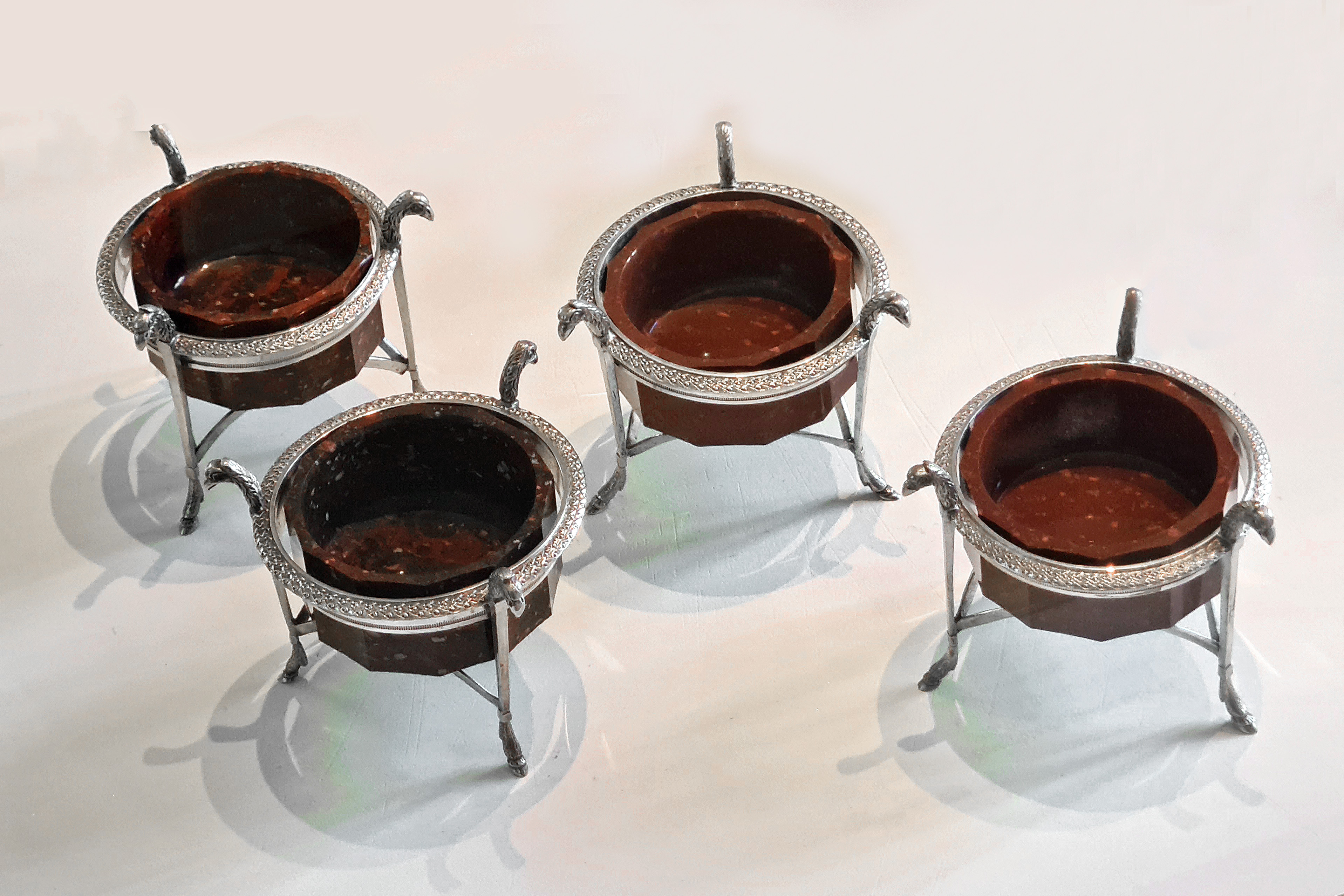
Ensemble de quatre salières[8].
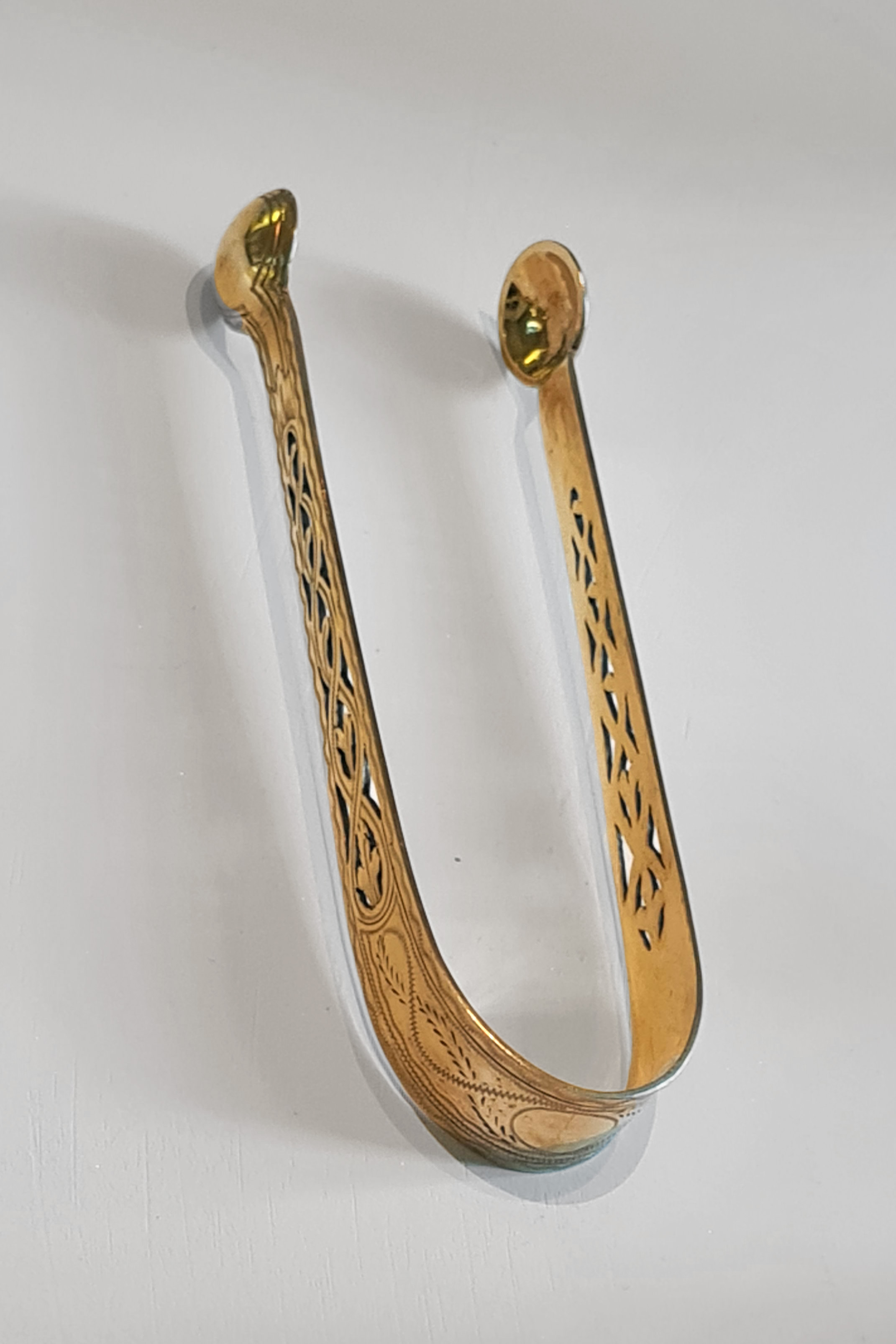
Pince à sucre[9].
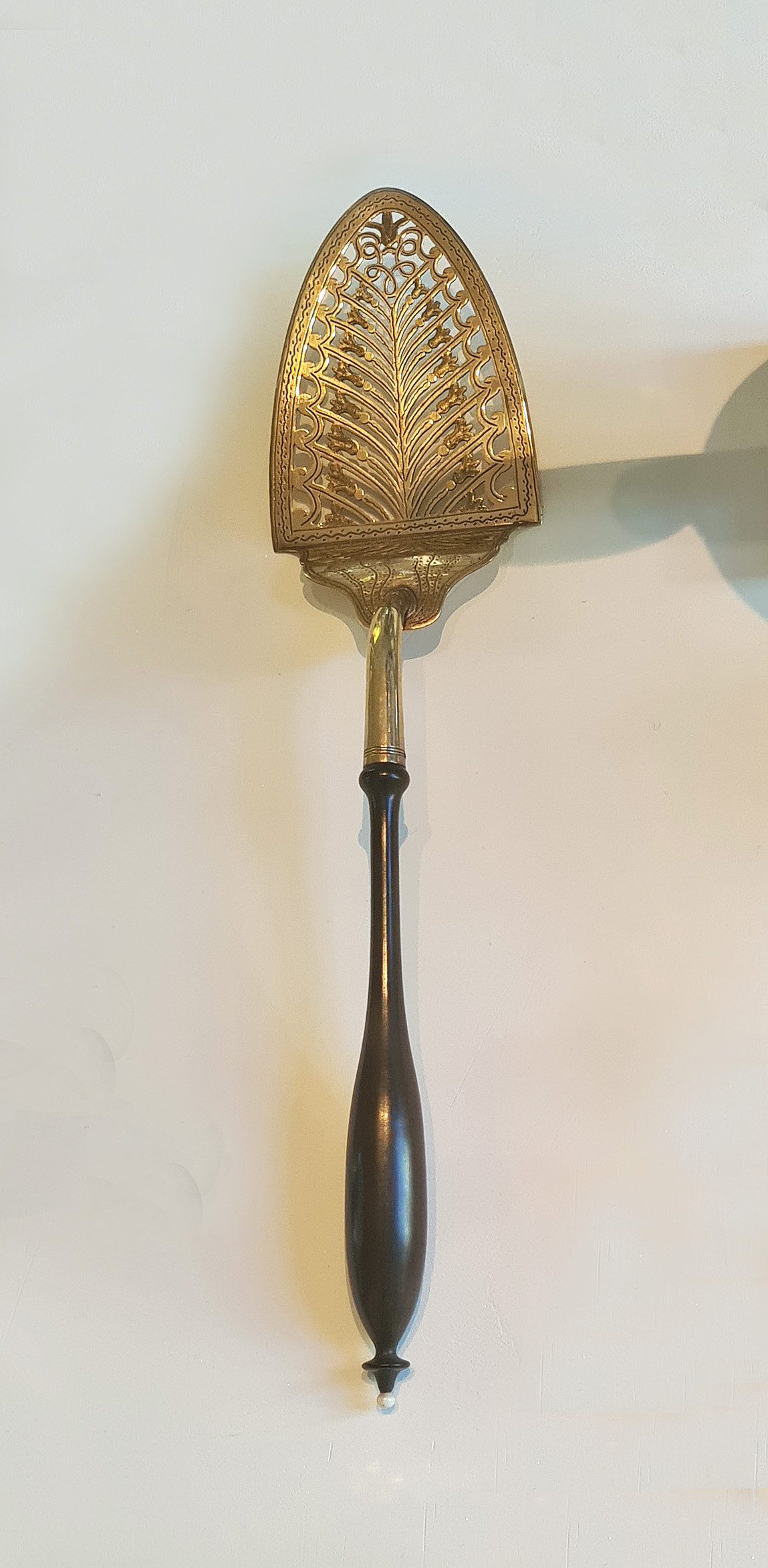
Pelle à tarte[10].

De nombreuses pièces de vermeil se trouvent dans les collections privées d'Alsace.